# Canéjan
Canéjan – miejscowość i gmina we Francji, w regionie Nowa Akwitania, w departamencie Żyronda.
Według danych na rok 1990 gminę zamieszkiwało 4976 osób, a gęstość zaludnienia wynosiła 415 osób/km² (wśród 2290 gmin Akwitanii Canéjan plasuje się na 83. miejscu pod względem liczby ludności, natomiast pod względem powierzchni na miejscu 932.).